# Compost aromàtic

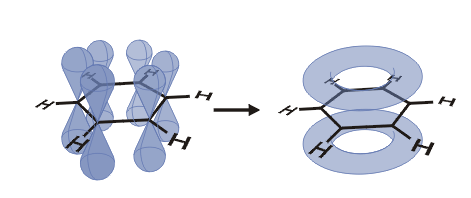
Orbitals π del benzè. Tots els orbitals atòmics p dels carbonis se superposen i els electrons π es mouen en dos plans per damunt i davall del pla dels carbonis. Els enllaços dobles estan completament deslocalitzats

Un compost aromàtic és un compost químic insaturat caracteritzat per un o més anells plans d'àtoms units mitjançant enllaços covalents sigma, i amb enllaços pi alternats que els confereixen una especial estabilitat, coneguda com a aromaticitat. Els composts aromàtics són un grup de compostos que ocupen una posició molt important en química orgànica, els més coneguts són el benzè i el naftalè. Molt importants són els heterocicles aromàtics, ja que formen part de moltes molècules presents als éssers vius. També són importants els asfaltens, el segon component principal del petroli, que consisteixen en piles d'estructures aromàtiques altament polimeritzades (mitjana de 16 anells).

## Història

El ciclooctatretraè no és aromàtic i, per tant, l'anell no resta en un pla

L'aromaticitat, o caràcter aromàtic, fou atribuïda primerament a la presència d'un sistema tancat d'enllaços dobles conjugats, això és cadenes de carbonis on s'alternen enllaços simples amb dobles. Però la descoberta feta el 1911 pel químic alemany Richard Willstätter (1872-1942) que el ciclooctatetraè té propietats típiques dels alquens normals i la impossibilitat de preparar el ciclobutadiè demostraren que aquesta tesi era inexacta. El 1925, el químic britànic Robert Robinson (1886-1975) suggerí que l'aromaticitat anava lligada a la presència de sis electrons π i predigué encertadament el caràcter aromàtic de l'anió ciclopentadienil.

Així i tot, l'aromaticitat no trobà explicació teòrica fins que el físic alemany Erich Hückel (1896-1980) aplicà la teoria dels orbitals moleculars el 1931. Hückel es dedicà a estudiar la situació general dels anells monocíclics coplanars on cada àtom de l'anell té un orbital p disponible com en el cas del benzè. Els seus càlculs indicaren que els anells coplanars que contenen (4n + 2) electrons π, on n = 1, 2... tenen capes d'electrons tancades com el benzè i, per això, les seves energies de ressonància o deslocalització són altes. En altres paraules, els anells monocíclics coplanars amb 6, 10, 14, 18 i 22 electrons deslocalitzats han de ser aromàtics. És l'anomenada regla de Hückel.

Azulè, (4·2 + 2) = 10 electrons π
Antracè, (4·3 + 2) = 14 electrons π
Furan, (4·1 + 2) = 6 electrons π
Àcid benzoic, (4·1 + 2) = 10 electrons π
Catió cicloheptatrienil, (4·1 + 2) = 6 electrons π
Purina, (4·1 + 2) = 6 electrons π i (4·1 + 2) = 6 electrons π

## Propietats
Els compostos aromàtics presenten unes característiques especials que justifiquen que siguin classificats en un grup diferent del de la resta de composts amb dobles enllaços.

Estructura del benzè

### Característiques estructurals

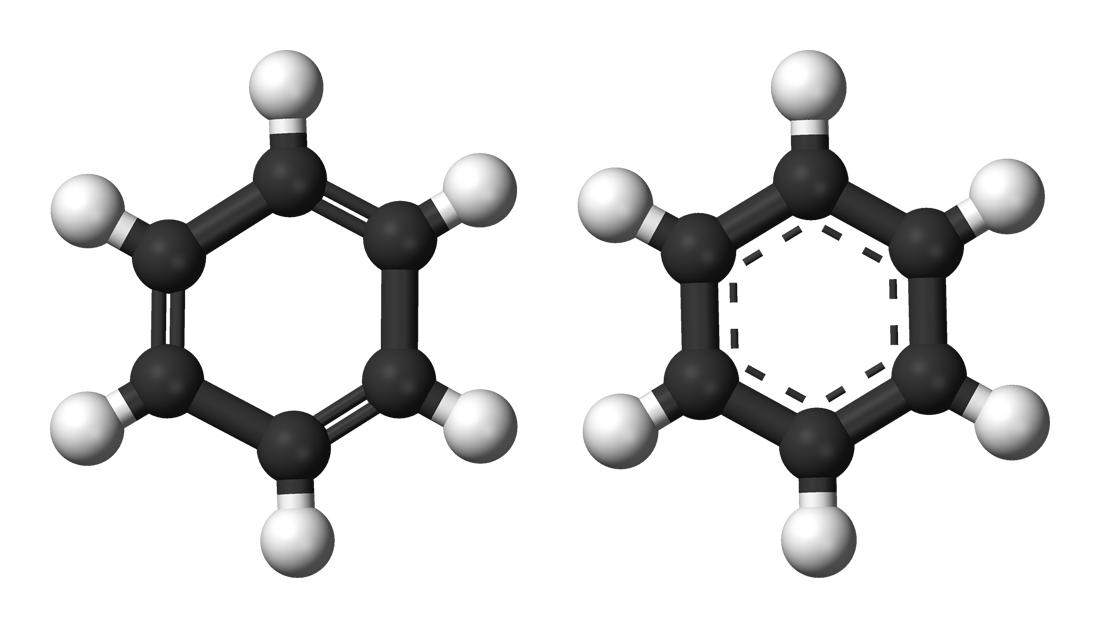
Dues representacions del benzè

Les longituds d'enllaç entre dos àtoms veïns del mateix element són iguals, no podent-se diferenciar longituds d'enllaç d'enllaços simples i enllaços dobles. Les longituds dels enllaços C-C a l'anell aromàtic prenen valors entre els dels enllaços simple (154 pm) i doble (134 pm) i, en particular, les longituds dels sis enllaços del benzè són totes iguals a 139 pm. A l'hora de realitzar una representació d'aquesta característica en els anells aromàtics se sol utilitzar un cercle dins de l'anell i es deixen de representar els enllaços dobles.

### Comportament químic

Estabilitat del benzè

La reactivitat del doble enllaç a l'anell aromàtic es redueix en comparació amb els habituals dobles enllaços dels alquens. Presenten una estabilitat termodinàmica elevada, que les entalpies de combustió i d'hidrogenació posen de manifest. Així l'entalpia d'hidrogenació del doble enllaç al ciclohexè és –120 kJ/mol, la dels dos enllaços dobles al ciclohexan-1,3-diè –232 kJ/mol, quasi el doble de l'anterior. A partir d'aquests valors hom podria esperar que l'entalpia d'hidrogenació dels tres dobles enllaços del benzè seria unes tres vegades la del ciclohexè, això és –360 kJ/mol. Tanmateix les mesures experimentals donen un valor de només –209 kJ/mol, 151 kJ/mol del valor suposat. Aquesta diferència correspon a l'estabilitat que aporta l'aromaticitat al benzè.
També són propensos a la reacció de substitució electròfila en lloc de la reacció d'addició.

### Propietats magnètiques
Els compostos aromàtics mostren efectes magnètics característics com l'anisotropia magnètica i el diamagnetisme per l'efecte de corrent de l'anell dels electrons π sobre l'anell aromàtic.

## Tipus

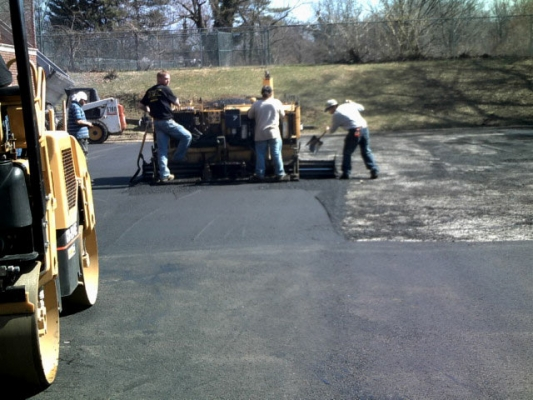
Els asfaltens s'empren per asfaltar

### Hidrocarburs aromàtics
Els compostos aromàtics policíclics són conjunts d'anells de benzè que comparteixen costats en comú, per exemple, el naftalè C10H₈ o l'antracè C14H10, que es poden considerar formats per molècules de benzè condensades, dues al naftalè i tres a l'antracè. Tanmateix no tots els hidrocarburs aromàtics tenen anells de sis carbonis, l'azulè té dos anells, un de set carbonis i un de cinc; el ciclooctadecanonaè és una molècula amb un únic anell de devuit carbonis i nou enllaços dobles. Alguns d'aquests hidrocarburs tenen molt d'anells, com ara els asfaltens, el segon component principal del petroli, que consisteixen en piles d'estructures aromàtiques altament polimeritzades (mitjana de 16 anells).

Naftalè, (4·2 + 2) = 10 electrons π
Azulè, (4·2 + 2) = 10 electrons π
Antracè, (4·3 + 2) = 14 electrons π
Ciclooctadecanonaè, (4·4 + 2) = 18 electrons π

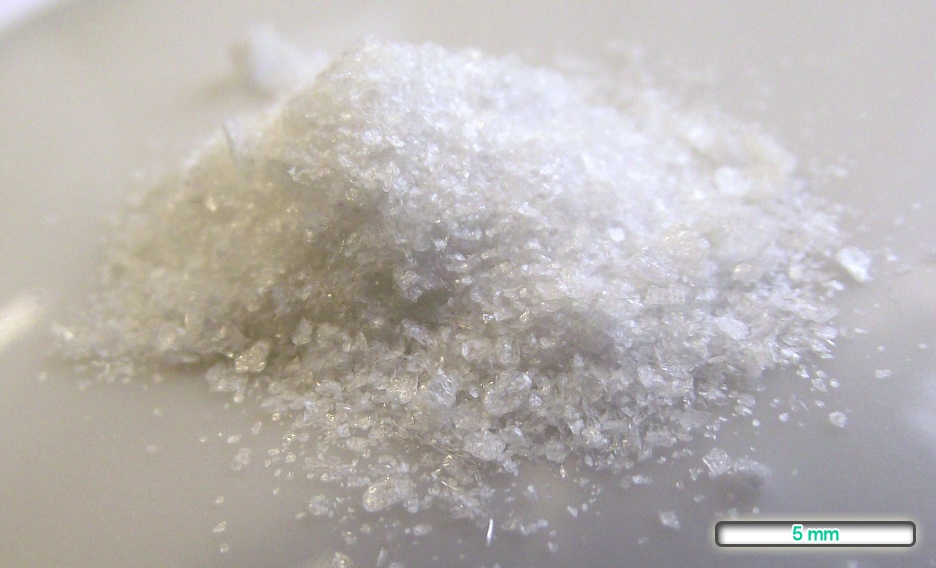
Àcid benzoic, C₆H₅-COOH

Picè, (4·5 + 2) = 22 electrons π

### Derivats dels hidrocarburs
El grup més important de composts aromàtics, per la gran quantitat de composts que existeixen i que és possible sintetitzar, són aquells en què un o més dels hidrògens del benzè són substituïts per algun altre àtom o grup, com en el toluè C₆H₅CH₃, el fenol C₆H₅OH i l'àcid benzoic C₆H₅CO₂H, on un hidrogen s'ha substituït per un grup metil, per un grup hidroxil i per un grup carboxil, respectivament. D'aquesta manera s'obtenen composts aromàtics amb tots els grups funcionals. També s'inclouen en aquest grup compostos amb varis anells que poden estar condensats o units mitjançant altres grups, i que poden arribar a formar grans molècules amb estructures complexes.

Toluè
orto-xilè
Fenol
Anilina
Benzaldehid
Trinitrotoluè

### Composts heterocíclics
Els compostos aromàtics heterocíclics contenen almenys un àtom diferent del carboni dins de l'anell. Alguns exemples són la piridina C₅H₅N, en la qual un nitrogen (N) substitueix un grup CH, i la purina C₅H₄N₄, en la qual quatre nitrògens substitueixen dos grups CH, dos en un cicle de cinc carbonis i els altres dos en un cicle de sis carbonis. Compostos aromàtics heterocíclics, com el pirrrole C₄H₄NH, el furan C₄H₄O o el tiofè C₄H₄S, contenen anells de cinc membres en els quals l'NH, l'oxigen i el sofre, respectivament, substitueixen una unitat HC=CH.

Piridina
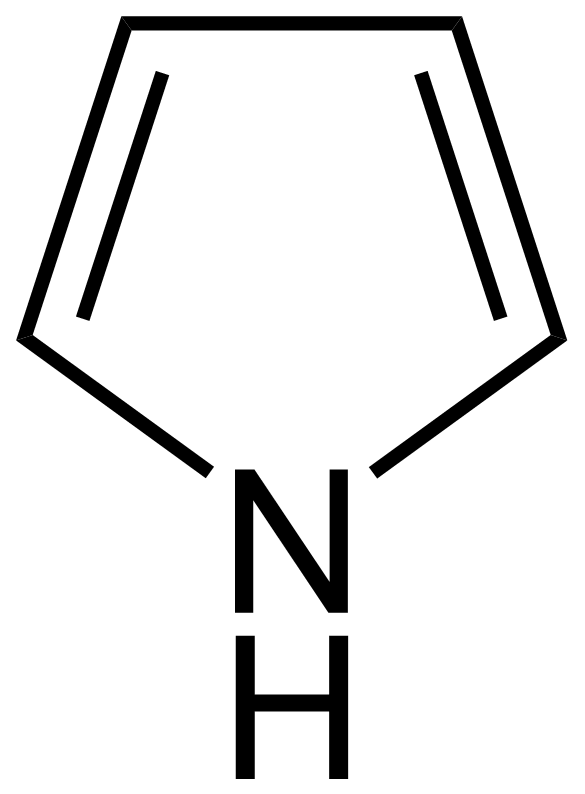
Pirrole
Furan
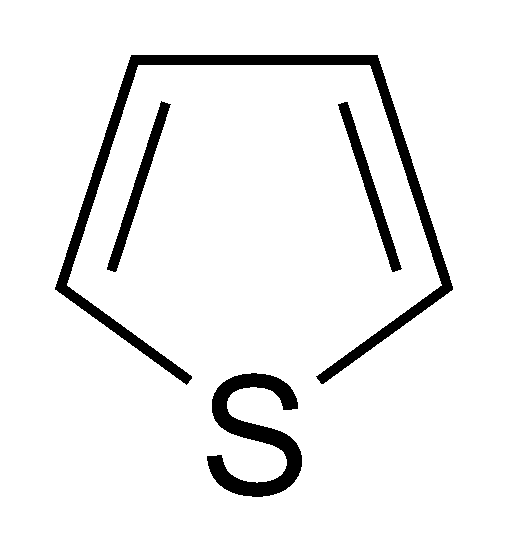
Tiofè
Pirimidina
Purina

Les molècules de piridina i pirrole contenen àtoms de nitrogen juntament amb àtoms de carboni als anells. La piridina és semblant al benzè, amb sis electrons π que pertanyen a tres dobles enllaços. Tanmateix al pirrole només hi ha dos dobles enllaços, però és un compost aromàtic perquè el nitrogen té una parella d'electrons que no forma enllaç situada en un orbital atòmic p del nitrogen, paral·lel als p dels carbonis dels enllaços dobles, de manera que participa en la deslocalització dels electrons π i, en conjunt són també sis electrons π complint la regla de Hückel. Les molècules de molts materials biològics consisteixen en part dels anells piridina i pirrole, i aquests materials produeixen petites quantitats de piridina i pirrole a foc fort. De fet, ambdues substàncies foren descobertes en la dècada de 1850 en una barreja oliosa formada per un fort escalfament d'ossos. Avui dia, la piridina i el pirrole són preparats per reaccions sintètiques. El seu principal interès comercial rau en la seva conversió a altres substàncies, principalment tints i fàrmacs. La piridina també s'utilitza com a dissolvent, agent impermeabilitzant, additiu de cautxú, desnaturalitzant de l'etanol i adjunt de tintura.

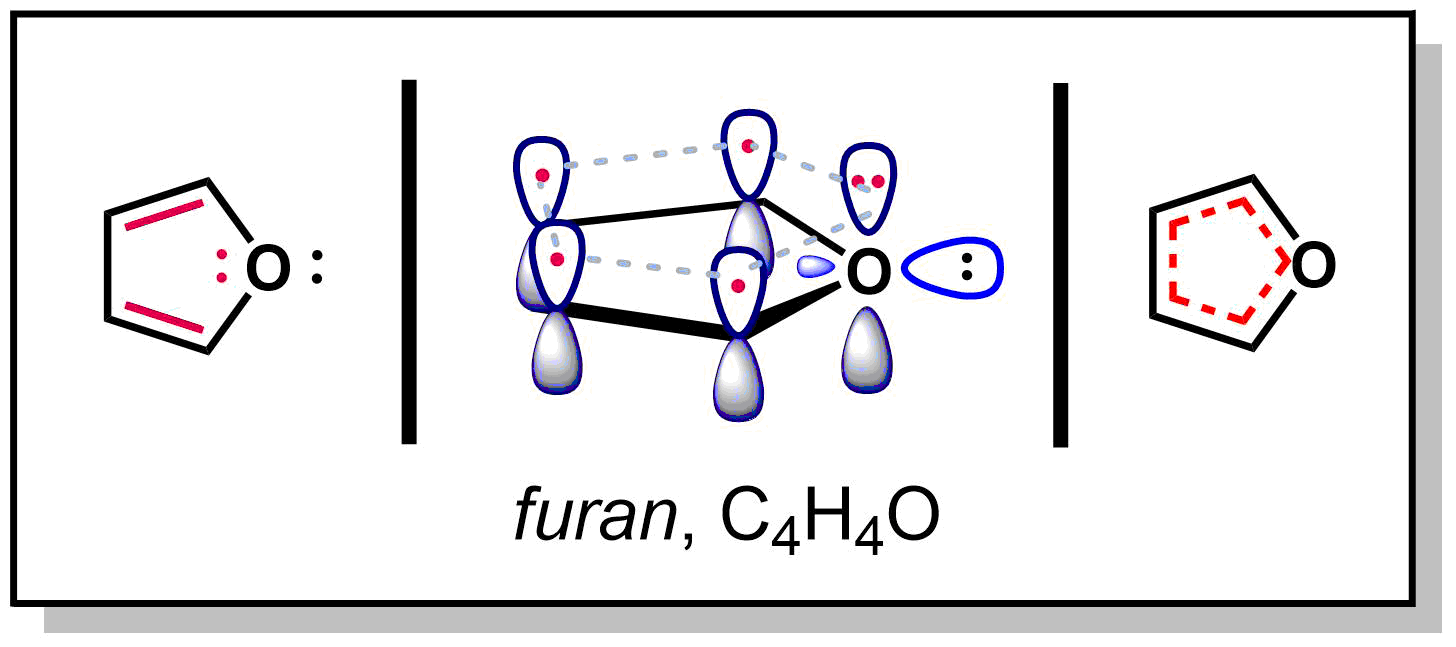
Sistema d'electrons π del furan

El furan és un heterocicle que conté oxigen emprat principalment per a la conversió a altres substàncies (incloent-hi el pirrole). El furfural, un aldehid derivat del furan, s'obté a partir de la civada i blat de moro i s'utilitza en la producció d'intermedis per a niló. El tiofè és un heterocicle de sofre, s'assembla al benzè en les seves propietats químiques i físiques. Com el pirrole, l'oxigen i el sofre aporten dos electrons no enllaçants al conjunt d'electrons π de l'anell situats també en un orbital p (tant oxigen com sofre tenen una altra parella d'electrons no enllaçants situats en un orbital híbrid sp²). El tiofè és un contaminant freqüent del benzè obtingut a partir de fonts naturals i fou descobert per primera vegada durant la purificació del benzè. Igual que els altres compostos, s'utilitza principalment per a la conversió a altres substàncies. Furan i tiofè foren descoberts en les darreries del segle xix.

### Ions aromàtics

Estructures ressonants de l'anió ciclopentadienil

Segons els criteris d'aromaticitat de Hückel, una molècula aromàtica ha de ser cíclica, conjugada (és a dir, ser gairebé plana i tenir un orbital p a cada carboni) i tenir 4n + 2 electrons. Res en aquesta definició diu que el nombre d'electrons que van en aquestes òrbites ha de ser el mateix que el dels àtoms de l'anell o que la substància ha de ser neutra. De fet, els números poden ser diferents i la substància pot ser un ió. Així, tant l'anió ciclopentadienil, un anell de cinc carbonis, dos enllaços dobles i un carboni amb una càrrega negativa; com el catió cicloheptatrienil, un anell de set carbonis amb tres enllaços dobles i un carboni amb una càrrega positiva, són aromàtics, tot i que tots dos són ions i no contenen un anell de sis membres.

## Reaccions químiques

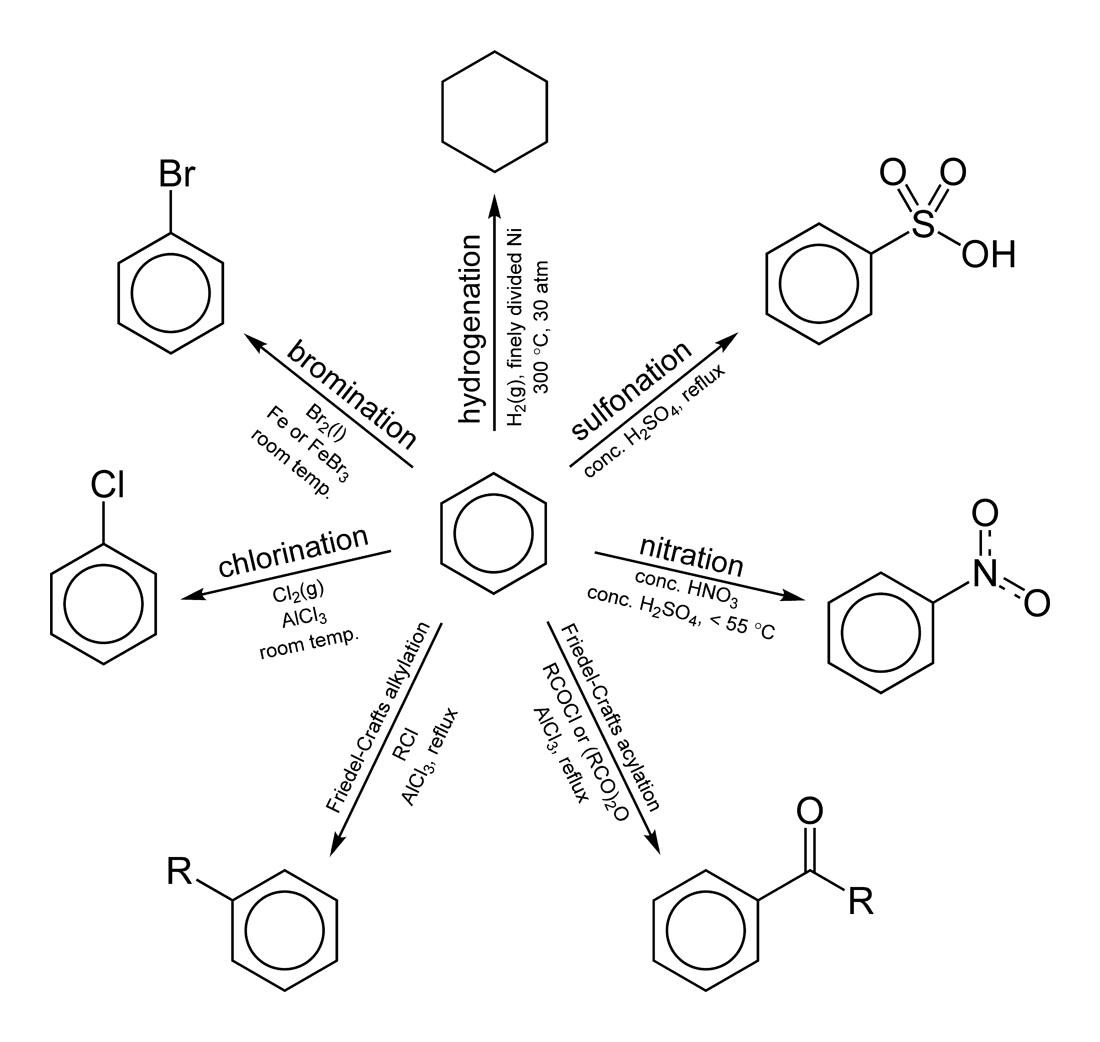
Reaccions més importants dels composts aromàtics

L'estabilitat dels composts aromàtics fa que siguin poc reactius i no donen reaccions d'addició. La reacció més comuna que presenten és la substitució electròfila aromàtica. És a dir, un electròfil (E+) reacciona amb un anell aromàtic i substitueix un dels hidrògens; la reacció és característica de tots els anells aromàtics, no només del benzè i del benzè substituït; de fet, la capacitat d'un compost per experimentar la substitució electròfila és una bona prova d'aromaticitat.
Hom pot introduir diversos tipus diferents de substituts en un anell aromàtic mitjançant reaccions electròfiles de reemplaçament. les reaccions més habituals són: un anell aromàtic pot ser substituït per un halogen –X (–X = –Cl, –Br, –I), un grup nitro –NO₂, un grup d'àcid sulfònic –SO₃H, un grup hidroxil –OH, un grup alquil –R, o un grup acil –COR. Les reaccions d'aquestes dues darreres substitucions s'anomenen alquilació de Friedel-Crafts (figura següent) i acilació de Friedel-Crafts. Partint d'uns pocs materials senzills, és possible preparar diversos milers de compostos aromàtics substituïts.

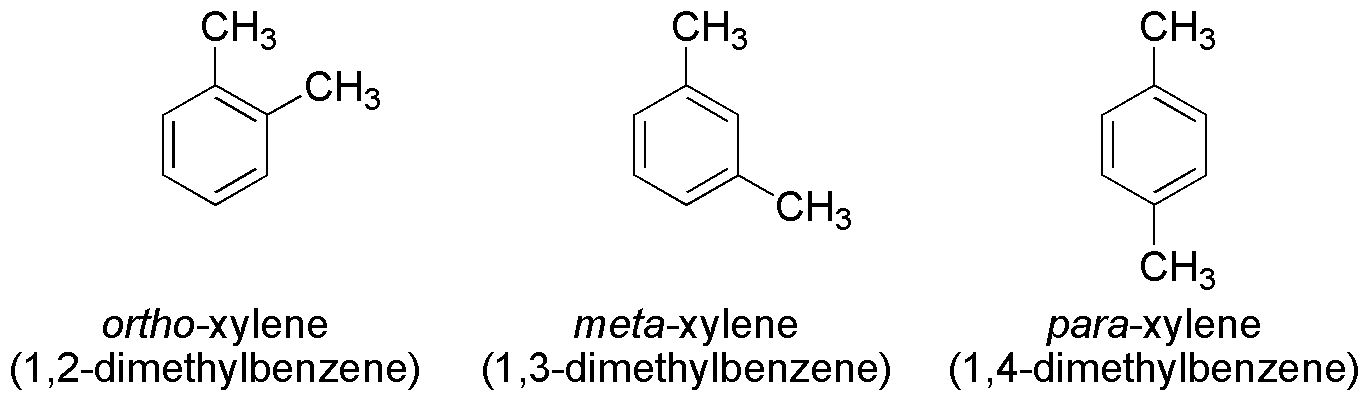
Els tres xilens

Els substituents afecten la reactivitat de l'anell aromàtic. Alguns substituents activen l'anell, fent-lo més reactiu que el benzè, i alguns el desactiven, fent-lo menys reactiu que el benzè. Per exemple, en la nitració aromàtica un substituent –OH fa que l'anell sigui unes 1 000 vegades més reactiu que el benzè, mentre que un substituent –NO₂ fa que l'anell sigui més de 10 milions de vegades menys reactiu.
Els substituents afecten l'orientació de la reacció. Sovint els tres possibles productes en posicions orto, meta i para (un al costat de l'altre, amb un carboni al mig i en posicions oposades, respectivament) no es formen en les mateixes quantitats. En canvi, la naturalesa del substitut ja present a l'anell de benzè determina la posició de la segona substitució. Per exemple, un grup hidròxil –OH dirigeix la substitució a posicions orto i para, com passa en la nitració del fenol:
En canvi, un grup carboxil dirigeix la substitució principalment cap a la posició meta. És el cas de la nitració de l'àcid benzoic, dos grups nitro substitueixen els hidrògens situats en la posició meta respecte del grup carboxil.